# TSG Backnang 1919
Die Turn- und Sportgemeinde Backnang 1919 Fußball e. V., kurz TSG Backnang, ist ein Fußballverein aus Backnang.

## Geschichte
Der Verein wurde 1919 als FV 1919 Backnang gegründet und 1945 aufgelöst. Bereits im April 1946 erfolgte die Wiedergründung als Sportvereinigung Backnang, in die neben dem FV 1919 auch die ebenfalls aufgelösten Vereine Tennisverein 1925 Backnang, Kraftsportverein 1920 Backnang und TV 1846 Backnang eingingen. 1951 erfolgte schließlich die Umbenennung in TSG Backnang.
Im Fußball rückte die TSG Mitte der 1960er Jahre in den Fokus. Ab 1965 spielte der Verein in der drittklassigen Amateurliga Nordwürttemberg und wurde auf Anhieb Tabellenfünfter. 1967 beendete man die Saison als Zweiter und nahm anstelle des nicht aufstiegsberechtigten Meisters VfB Stuttgart Amateure an der Aufstiegsrunde zur damals zweitklassigen Regionalliga Süd teil. Das Entscheidungsspiel gegen den Offenburger FV gewann die TSG mit 1:0 und war damit zweitklassig.
Nach dem Aufstieg der Fußballherren entschied sich der Verein zu einer Umstrukturierung. Die Turn- und Sportgemeinde Backnang blieb als Dachverein bestehen, die einzelnen Abteilungen bildeten jedoch eigenständige Vereine, die mit der Jahresbezeichnung an die Tradition der jeweiligen Vorgängervereine anknüpften:
- TSG Backnang 1846 Turn- und Sportabteilungen e. V.
- TSG Backnang Fußball 1919 e. V.
- TSG Backnang Tennis 1925 e. V.
- TSG Backnang Schwerathletik 1920 e. V.

In der Regionalliga Süd konnte sich die TSG Fußball jedoch nicht etablieren. Nach nur einer Saison (1967/68) mit lediglich vier Siegen, aber 20 Niederlagen erfolgte der Wiederabstieg. Immerhin 3.294 Zuschauer verfolgten im Schnitt diese bis heute einmaligen Spiele in der Zweitklassigkeit.
Bis 1975 spielten die Fußballer zumeist in der vorderen Hälfte der Amateurliga Nordwürttemberg, ehe 1976 auch hier der Abstieg erfolgte. In den überregionalen Fokus kehrten die Fußballer erst wieder zurück, als sie sich für die Hauptrunde des DFB-Pokal 1992 qualifizierten. Nach einem Freilos in der 1. Hauptrunde erfolgte jedoch in Runde 2 das Aus gegen den 1. Suhler SV.
Die jüngsten Erfolge feierte die TSG Backnang in der Jugendarbeit, so stieg 2005/06 die B-Jugend in die höchste deutsche Spielklasse, die Regionalliga Süd, auf. In der darauf folgenden Saison 2006/07 erfolgte der sofortige Wiederabstieg. Auch in den anderen Altersklassen ist die TSG erfolgreich, die A-Jugend spielt genau wie die B-Jugend in der Oberliga Baden-Württemberg, die C- und D-Jugend jeweils in der höchsten Staffel.
In der Saison 2013/14 errang die erste Mannschaft der TSG Backnang die Meisterschaft in der siebtklassigen Landesliga Württemberg und kehrte damit nach elf Jahren in die Verbandsliga Württemberg zurück. 2017 erreichte man den 2. Platz in der Verbandsliga, der zur Teilnahme an den Aufstiegsspielen berechtigte. Dort setzte man sich gegen den südbadischen Verbandsliga-Vizemeister Freiburger FC durch und stieg in die Oberliga Baden-Württemberg auf.

## Spieler
- Willi Entenmann (1976–1978)
- Markus Sailer (1988–1991)
- Matthias Morys (199?–2004) Jugend, (2004–2005) Spieler
- Fabian Aupperle (199?–2004) Jugend, (2003–2004) Spieler
- Patrick Bauer (199?–2005) Jugend
- David Yelldell (2001–2002)
- Julian Schieber (2005–2006) Jugend
- Kushtrim Lushtaku (2006–2008) Jugend
- David Montero (2008–2009)
- Matej Maglica (2015–2019)

## Trainer
- Alfonso Garcia (2009–2011)
- Markus Lang (2013–2017)

## Stadion
Die Backnanger Fußballer spielten ab 1919 bis 1923 auf dem Seminarsportplatz. Nach einem kurzen Intermezzo auf der Bleichwiese folgte 1925 die Eröffnung des Etzwiesenstadions, das noch heute 5000 Zuschauern Platz bietet. Während der Regionalligasaison betrug das Fassungsvermögen 10.000 Zuschauer.